# Ceraceomyces
Ceraceomyces is een geslacht van schimmels behorend tot de familie Amylocorticiaceae.

## Soorten
Volgens Index Fungorum telt het geslacht 16 soorten (peildatum december 2022):
| Soortnaam                                      | Auteur(s)                              | Publicatiejaar |
| ---------------------------------------------- | -------------------------------------- | -------------- |
| Ceraceomyces atlanticus                        | K.H. Larss. & Chikowski                | 2017           |
| Ceraceomyces austroandinus                     | Gresl. & Rajchenb.                     | 1999           |
| Ceraceomyces bizonatus                         | Dhingra & Avn.P. Singh                 | 2009           |
| Ceraceomyces borealis                          | (Romell) J. Erikss. & Ryvarden         | 1973           |
| Ceraceomyces cerebrosus                        | (G. Cunn.) Stalpers & P.K. Buchanan    | 1991           |
| Ceraceomyces cremeo-ochraceus                  | Hjortstam                              | 1983           |
| Ceraceomyces crispatus                         | (O.F. Müll.) Rauschert                 | 1987           |
| Ceraceomyces cystidiatus                       | (J. Erikss. & Hjortstam) Hjortstam     | 1973           |
| Ceraceomyces eludens                           | K.H. Larss.                            | 1998           |
| Ceraceomyces microsporus                       | K.H. Larss.                            | 1998           |
| Ceraceomyces oligodontus                       | P. Roberts                             | 2000           |
| Ceraceomyces reidii                            | (K.S. Thind & S.S. Rattan) S.S. Rattan | 1977           |
| Ceraceomyces simulans                          | (Berk. & Broome) Hjortstam             | 1989           |
| Ceraceomyces sublaevis (Kleinsporig wasvlies)  | (Bres.) Jülich                         | 1972           |
| Ceraceomyces tessulatus (Grootsporig wasvlies) | (Cooke) Jülich                         | 1972           |
| Ceraceomyces variicolor                        | (G. Cunn.) Stalpers                    | 1985           |